# Arcoppia guineana
Arcoppia guineana är en kvalsterart som beskrevs av Pérez-Íñigo 1982. Arcoppia guineana ingår i släktet Arcoppia och familjen Oppiidae. Inga underarter finns listade i Catalogue of Life.